# 遠藤胤将
遠藤 胤将（えんどう たねのぶ）は、近江三上藩の第2代藩主。三上藩遠藤家7代。

## 経歴
1712年（正徳2年）、三上藩初代藩主・遠藤胤親の長男として江戸一橋邸で生まれる。1733年（享保18年）9月25日、父の隠居により家督を継ぐ。
1734年（享保19年）2月15日、江戸城竹橋門番に任じられ、1736年（享保21年）4月17日に日光祭礼奉行に任じられた。
1745年（延享2年）9月20日に大番頭に任じられる。1751年（寛延4年）8月23日、大坂城京橋口定番に任じられ、1767年（明和4年）に奏者番に任じられた。
1771年（明和8年）4月12日に死去した。享年60。跡を弟で養子の胤忠が継いだ。

## 系譜
父母
- 遠藤胤親（父）
- 久松氏（母） - 側室

正室、継室
- 植村政広の娘（正室）
- 戸田氏定の養女、戸田定浩の娘（継室）

子女
- 明林院

養子
- 遠藤胤忠 - 胤親の三男